# Adolf Deißmann
Gustav Adolf Deißmann (eller Deissmann), född 7 november 1866 i Langenscheid, död 5 april 1937 i Wünsdorf (numera en stadsdel i Zossen), var en tysk protestantisk teolog.
Deißmann blev professor i Nya testamentets exegetik 1897 i Heidelberg och 1908 i Berlin. Han ägnade huvuddelen av sitt vetenskapliga arbete åt utforskningen av den hellenistiska tidens grekiska språk. Han höll 1907 föreläsningar i Cambridge (han var teologie hedersdoktor vid flera brittiska universitet) samt 1910 och 1918, på inbjudan av Olaus Petristiftelsen, föreläsningar i Uppsala (om Paulus och om den tyska vetenskapliga teologins betydelse för kyrkans enhet). Under första världskriget var han en av Tysklands andliga ledare, ej minst genom publikationen "Evangelische Wochenbriefe" (1914-21). Genom ärkebiskop Nathan Söderblom brevväxlade han 1918 med ärkebiskopen av Canterbury, Randall Davidson, för att utverka fred och barmhärtighet. Deißmann invaldes 1930 som utländsk ledamot av svenska Vetenskapsakademien.